# チャールズ・グリーン (気球乗り)

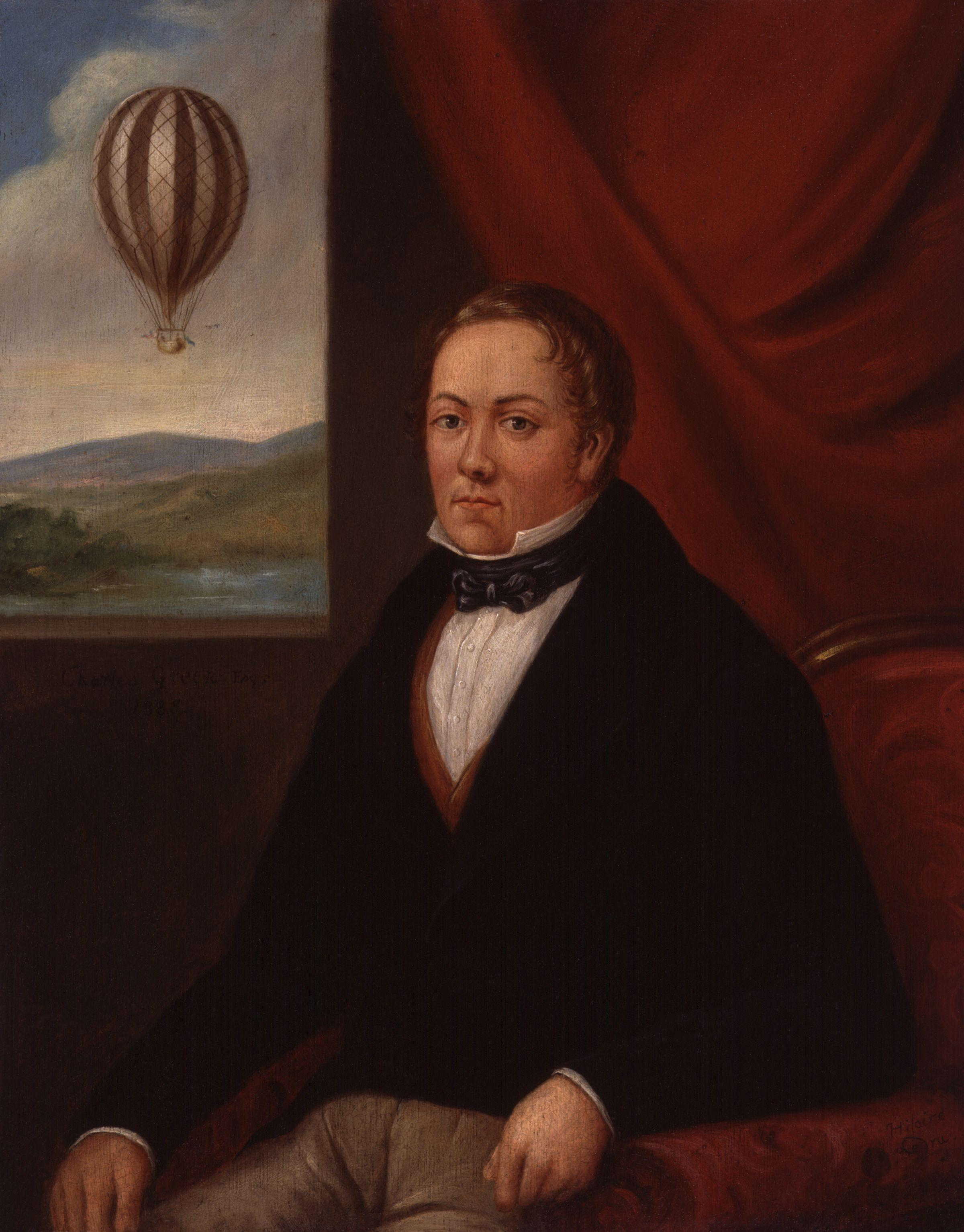
チャールズ・グリーンの肖像画（1835年）

チャールズ・グリーン（Charles Green 、1785年1月31日 - 1870年3月26日）は、イギリスの気球家である。
高価な水素ガスの代わりに石炭ガスを利用することを考案した。1821年7月19日に石炭ガス気球で初の離陸。職業的な気球乗りとなり、1835年までの間に200回の飛行を行なった。1836年には「ロイヤル・ヴォックスホール号」でロンドンからドイツのヴァイルブルクまでの770kmを飛び、長距離飛行の記録を更新する。この記録は、1907年まで破られなかった。1852年に引退するまで、累計500回以上の飛行を気球で行った。
グリーンは、気球の操舵と高度調整を補助する「ガイド・ロープ」（guide-rope, trail rope）の発明者でもある。
イギリス気球・飛行船クラブ（BBAC）は、特筆すべき飛行を達成した人物もしくは気球の分野に技術的貢献をした人物に対して、彼の名を冠したトロフィー「チャールズ・グリーン杯」を贈っている。このトロフィーは、元はグリーン自身が、ノーフォークでの飛行に対して製鉄業者リチャード・クローシェイ（Richard Crawshay）から贈られたものである。例えば、気球による史上初の世界一周飛行を成し遂げたベルトラン・ピカールとブライアン・ジョーンズが同賞を受賞している。

## 生涯と業績
チャールズ・グリーンは、果物屋トーマス・グリーンの息子としてロンドンに生まれ、早くから（学校を辞めて）家業を手伝った。彼が初めて飛んだのは1821年7月19日である。政府の命による、ジョージ4世即位記念飛行であり、ロンドンのグリーン公園から離陸した。この飛行は気球に石炭ガスが使われた史上最初の例でもある。当時、純度の高い水素ガスは高価であり、なおかつ気球を膨らませるほどの量を発生させるのには時間がかかった（また、当時に限ったことではないが、爆発の危険性が極めて高かった）。これ以降、グリーンは526回の飛行を行なっている。
1840年には気球による大西洋横断飛行を計画し、6年後には実行に移すことを提案した。
グリーンは、マーサ・モレルという女性を妻にしている。息子のジョージ・グリーン（1807? - 1864）は、「ロイヤル・ヴォクスホール」号で83回の飛行をしている。チャールズ・グリーンは息子より6年も長生きし、ロンドン市ホロウェイの自宅にて1870年3月26日に心臓病で死亡した。

### ナッサウへの長距離飛行

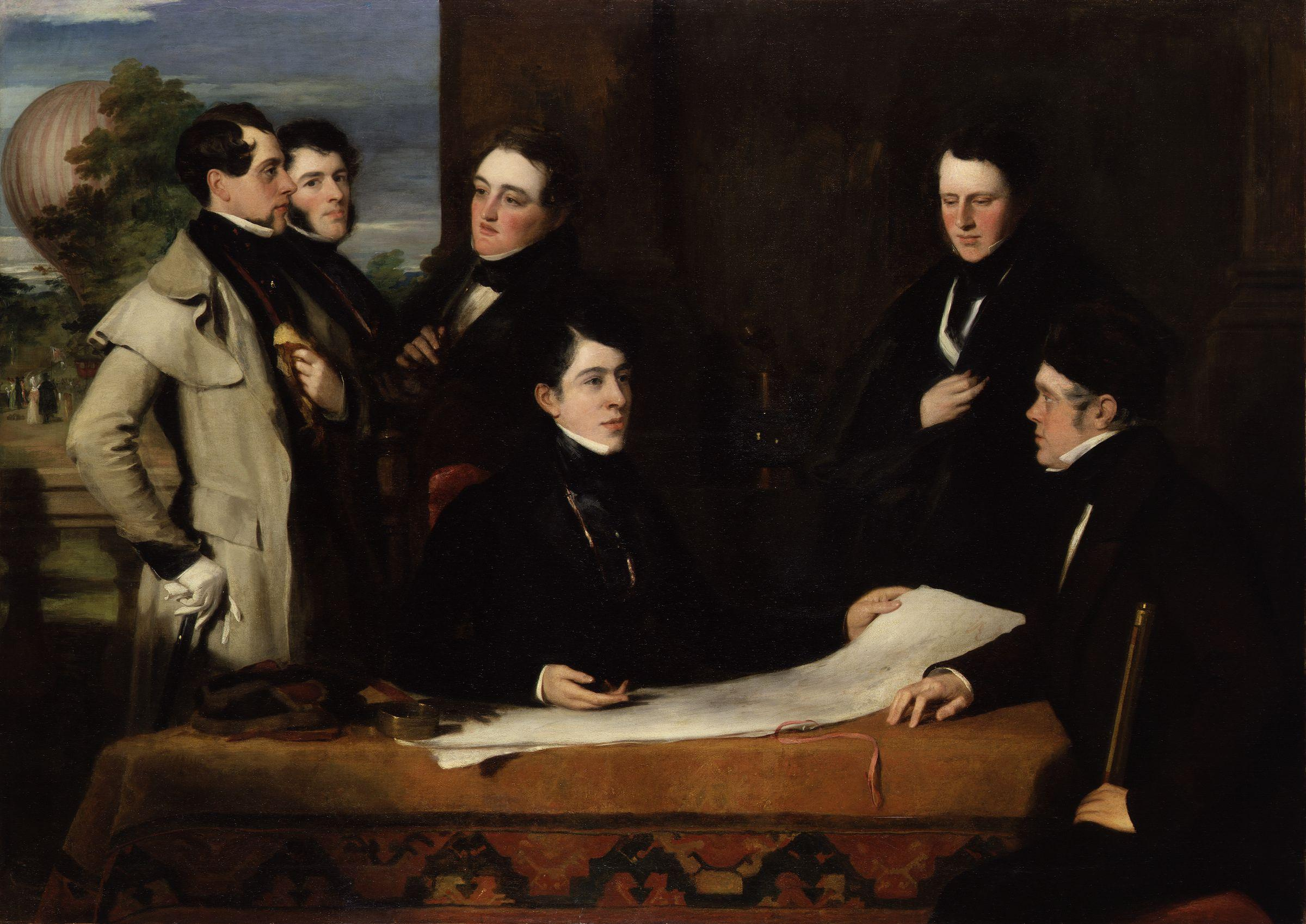
ジョン・ホリンズ画『1836年、ヴァイルブルクへの飛行に先立つ会議風景』

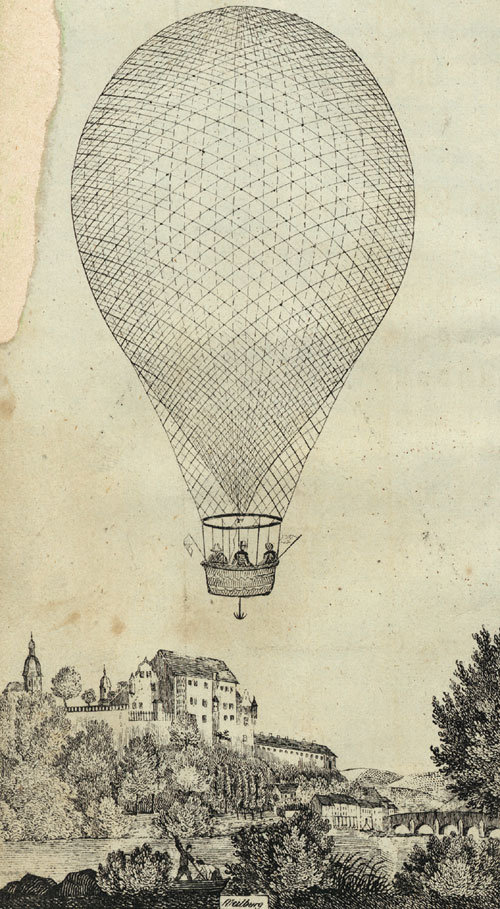
グリーンの気球。1836年、ドイツ、ヴァイルブルクにて。

1836年、ヴォックスホール公園（Vauxhall Gardens）の所有社であるガイ & ヒューズ社の資金で大型気球「ロイヤル・ヴォックスホール」号を製作。これも石炭ガス気球で、容積は約7万立方フィート（約2千立方メートル）、浮揚力は約5千ポンド（約2トン）、ガイド・ロープを装備していた。9月9日に8人を乗せて初飛行。9月21日には11人を乗せて飛んだ。そして11月7日、議員ロバート・ホランド（Robert Holland）とフルート奏者モンク・メイスン（Monk Mason）を伴い、長距離飛行に臨んだ。彼らは午後一時半にヴォックスホール公園から離陸し、夕方にはドーバー海峡を越え、翌朝七時にドイツのナッサウ公爵領ヴァイルブルク（Weilburg）に着陸した。18時間で約500マイル（770km）を飛んだことになる。
この飛行を祝ってジョン・ホリンズが描いた絵は、今日ではロンドンのナショナル・ポートレート・ギャラリーに置かれている。「ロイヤル・ヴォックスホール」号はこの飛行を記念して「ナッサウの大気球」号（The Great Nassau）に改名された。

### コッキングのパラシュート実験
ナッサウへの飛行の翌年となる1837年7月24日、ロバート・コッキングのパラシュート実験のためにヴォックスホール公園から離陸。エドワード・スペンサーも同乗した。リーに近いバーント・アッシュ農園の上空5000フィート（1.5km）まで上昇したところでコッキングは自作のパラシュートで降下した。コッキングは地表に叩きつけられて死亡した 。気球はその夕方、ケント州タウン・モーリング近郊に着陸した。グリーンが仲間の死を知ったのは翌日のことであった。

### 危険な飛行
1822年8月1日、グリフィスという名の新聞記者を伴ってチェルトナムから飛行した。グリーンの飛行距離について賭けが行なわれており恐らくはその関係者がロープを傷つけたため、ゴンドラは離陸直後から脱落し、グリーンとグリフィスは気嚢の下部の輪に掴まって難を逃れた。彼らはその危うい状態のままで飛行を続け、さらに危険な着地に挑み、軽傷は負ったもの無事に着陸した。このような飛行は気球の歴史上、他に類を見ない。
1827年にバークシャー州で行なった69回目の飛行では、同州レディング在住の盲目聾唖の紳士、H・シモンズを同乗させた。同州ニューベリーから出発したが、激しい雷雨に巻き込まれ、気球は危険に晒された。
41年8月17日のクレモーン（Cremorne ）からの飛行では四つ目錨のせいでゴンドラがひっくり返り、彼とマクドネルという同乗者は危うく空中に放り出されるところであった。

### その他の飛行
1828年8月16日にはポニーに跨ったまま気球に乗り込み、ロンドンのシティ・ロードから離陸。半時間ほど飛んでケント州ベッケナムに着陸した。
1838年にはエセックス州エルセナム・ホールのジョージ・ラッシュ（George Rush ）から資金提供を受けて、2度の実験飛行を行なう。初回、9月4日にはラッシュとスペンサーが同乗した。彼らは1万9335フィート（5893メートル）まで上昇した後、エセックス州サクステッドに着陸した。2度目の飛行は9月10日に実施された。石炭ガスの詰まった「ロイヤル・ヴォックスホール」号が2人の人間を乗せて高高度に到達できるか、実証することが目的であった。グリーンとラッシュが乗り込んだ気球は、2万7146フィート（8274メートル）の高度まで到達した。気圧計は30.50インチHg（774.7mmHg）から11インチHg（279.4mmHg）まで下がり、温度計は華氏68.1度（摂氏25.6度）から華氏5度（摂氏-10度）まで下がった。気流に乗った「ロイヤル・ヴォクスホール」は1時間で180マイルの距離を飛行した。
1841年3月31日、ブランスウィック公爵チャールズ・フレドリック・ウィリアムとともにヘイスティングスから飛び立った。5時間後、北フランスのブローニュ＝シュル＝メール近郊（南西10マイル）のヌフシャテル（Neufchâtel）に着陸。グリーンが最後の公開飛行をしたのは1852年9月13日（月曜日）で、ヴォックスホール公園が離陸地点であった。

## ガイド・ロープ
グリーンは気球の上昇・下降を制御する「ガイド・ロープ」（"the guide-rope"）の発明者である。これはゴンドラから垂らしたロープと巻き上げ機からなるシステムである。
ロープは、先端が地面に接触していない時は単なるバラストだが、地面に接触している部分があるとその部分の荷重が気球から低減される。ロープを繰り出せば繰り出すほど、ロープの地面に触れている領域が増えるため気球にかかる荷重は減り、気球は上昇する。上昇するとロープの接地長は減るために気球への荷重が増え、気球は少し下降する。つまり気球が釣り合いの状態にあった場合、ロープをある長さだけ繰り出すと気球はその長さよりは少ない高度だけ上昇したところで新たな平衡状態となる。よって、「ガイド・ロープ」を使えばガスの放出とバラストの投下という不可逆な操作に頼らずとも（ある程度の）高度の調整が可能になるのである。
水上では浮きをつけて使用したという。後年、北極海を飛行したサロモン・アウグスト・アンドレーも「ガイド・ロープ」を気球に装備した。

## 主要参考資料
- Bacon, John M. The Dominion of the Air; the story of aerial navigation, Chapters VI-VII, reprint. ISBN 1-4065-0417-3.
- レナード・コットレル『気球の歴史』大陸書房、1977年
- Dictionary of National Biography (1885–1900), by G. C. Boase, Published 1890（パブリック・ドメインであり閲覧可能）